# Rugbisti a 15 con almeno 100 presenze internazionali
Quello che segue è l’elenco, in ordine decrescente, di tutti i rugbisti a 15 che abbiano totalizzato, al 31 ottobre 2020, almeno 100 presenze internazionali.
Ai fini della definizione di “presenza internazionale”, si specifica che essa è conferita quando la federazione di appartenenza del giocatore riconosce lo status di test match all’incontro della squadra sotto la propria giurisdizione, indipendentemente dal fatto che esso sia o meno un full international (ovvero tra due squadre internazionali).
È, quindi, legittimo che una federazione possa riconoscere la presenza ai propri giocatori anche in occasione di incontri contro formazioni non internazionali, come per esempio i Barbarians: per esempio il Galles diede lo status di test match a due incontri contro tale formazione nel 2011 e 2012.
Sono considerate, inoltre, squadre internazionali anche alcune selezioni istituite a seguito della collaborazione di più federazioni: è il caso dei British Lions, costituite dalle federazioni delle quattro union delle Isole Britanniche (Galles, Inghilterra, Irlanda e Scozia), dei Pacific Islanders, espressione di tre federazioni del Pacifico (Figi, Samoa e Tonga), nonché del Sudamérica XV, formato da giocatori delle federazioni dell'America meridionale che in passato disputò incontri full international.
A titolo statistico, la soglia delle 100 presenze internazionali fu raggiunta per la prima volta dal francese Philippe Sella il 26 luglio 1994 a Christchurch contro la Nuova Zelanda; Sella fu affiancato due anni più tardi dall’australiano David Campese, che raggiunse analogo traguardo il 23 ottobre 1996 a Padova contro l’Italia.
Furono necessari sette anni e un nuovo secolo per vedere un terzo giocatore aggiungersi alla statistica dei centenari: si trattò dell’inglese Jason Leonard, autore dell’impresa in occasione dell’incontro del Sei Nazioni 2003 contro la Francia.
Nei successivi 15 anni altri 56 giocatori raggiunsero tale prestigiosa soglia: tra gli italiani il primo fu Alessandro Troncon, che vestì la maglia azzurra per la centesima volta durante la fase a gironi della Coppa del Mondo di rugby 2007 contro il Portogallo.

## Elenco giocatori

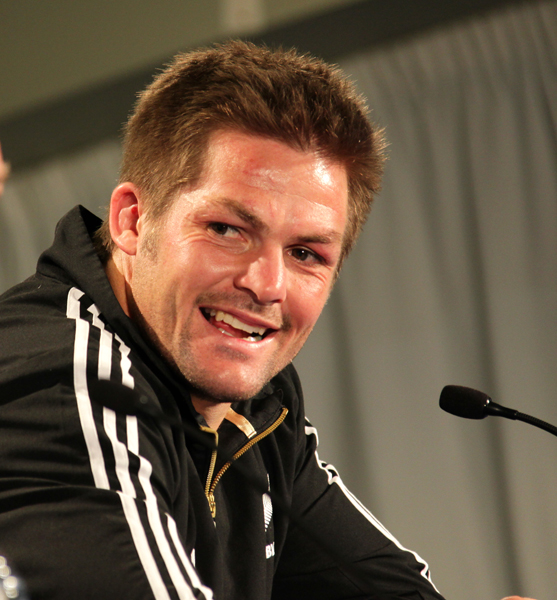
Richie McCaw, secondo per numero di presenze internazionali

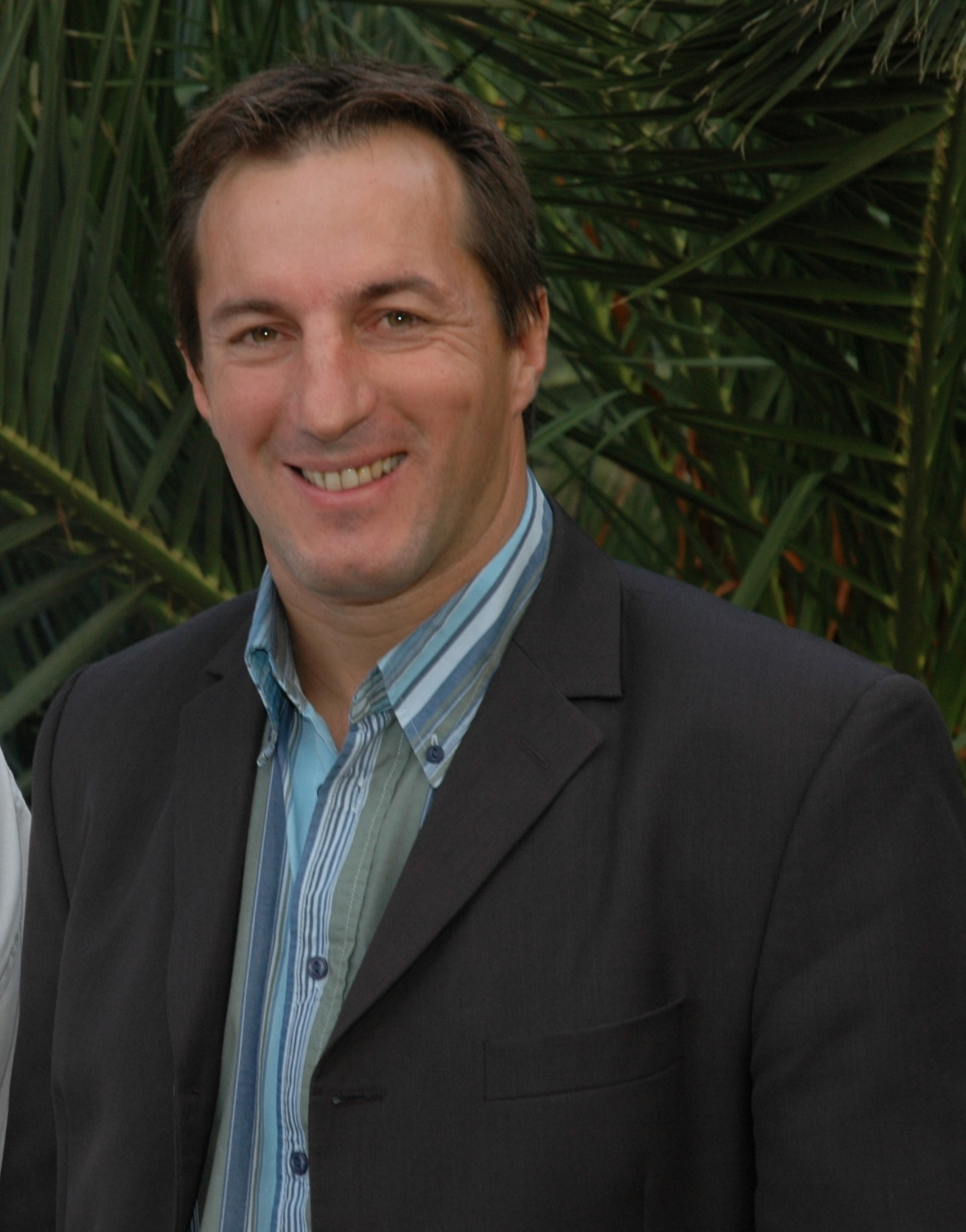
Philippe Sella, primo rugbista a raggiungere le 100 presenze internazionali

| Incontri | Giocatore             | Periodo             | Squadre                             | V   | N | P   | % V/G |
| -------- | --------------------- | ------------------- | ----------------------------------- | --- | - | --- | ----- |
| 150      | Alun Wyn Jones        | 2006-2022           | Galles (141) British Lions (9)      | 73  | 2 | 75  | 49,3  |
| 148      | Richie McCaw          | 2001-2015           | Nuova Zelanda                       | 131 | 2 | 15  | 89,2  |
| 142      | Sergio Parisse        | 2002-2019           | Italia                              | 35  | 1 | 106 | 25    |
| 141      | Brian O’Driscoll      | 1999-2014 2001-2013 | Irlanda (133) British Lions (8)     | 82  | 2 | 57  | 58,9  |
| 139      | George Gregan         | 1994-2007           | Australia                           | 93  | 2 | 44  | 67,6  |
| 134      | Gethin Jenkins        | 2002-2016 2005-2009 | Galles (129) British Lions (5)      | 61  | 3 | 70  | 46,6  |
| 132      | Keven Mealamu         | 2002-2015           | Nuova Zelanda                       | 114 | 2 | 16  | 87,1  |
| 130      | Ronan O’Gara          | 2000-2013 2005-2009 | Irlanda (128) British Lions (2)     | 73  | 3 | 54  | 57,3  |
| 129      | Stephen Moore         | 2005-2017           | Australia                           | 73  | 2 | 54  | 57,3  |
| 127      | Victor Matfield       | 2001-2015           | Sudafrica                           | 79  | 2 | 46  | 62,9  |
| 127      | Kieran Read           | 2008-2019           | Nuova Zelanda                       | 107 | 4 | 16  | 85,8  |
| 124      | Rory Best             | 2005-2019           | Irlanda                             | 73  | 3 | 48  | 60,1  |
| 124      | Bryan Habana          | 2004-2016           | Sudafrica                           | 79  | 3 | 42  | 64,9  |
| 124      | Florin Vlaicu         | 2006-2020           | Romania                             | 77  | 3 | 44  | 63,3  |
| 122      | Davit Kacharava       | 2006-2020           | Georgia                             | 79  | 3 | 40  | 66    |
| 121      | Adam Ashley-Cooper    | 2005-2018           | Australia                           | 68  | 3 | 50  | 57,4  |
| 151      | Sam Whitelock         | 2010-2023           | Nuova Zelanda                       | 104 | 5 | 15  | 86,4  |
| 119      | Martín Castrogiovanni | 2002-2016           | Italia                              | 30  | 1 | 88  | 25,6  |
| 119      | Jason Leonard         | 1990-2004 1993-2001 | Inghilterra (114) British Lions (5) | 89  | 2 | 28  | 75,6  |
| 119      | Alessandro Zanni      | 2005-2020           | Italia                              | 31  | 1 | 87  | 26,5  |
| 118      | Fabien Pelous         | 1995-2007           | Francia                             | 79  | 1 | 38  | 67,4  |
| 118      | Tony Woodcock         | 2002-2015           | Nuova Zelanda                       | 102 | 1 | 15  | 86,9  |
| 117      | Tendai Mtawarira      | 2008-2019           | Sudafrica                           | 74  | 5 | 38  | 65,4  |
| 116      | Nathan Sharpe         | 2002-2012           | Australia                           | 70  | 2 | 44  | 61,2  |
| 115      | Jurij Kušnarëv        | 2005-2020           | Russia                              | 54  | 2 | 59  | 47,8  |
| 115      | Merab Kvirikashvili   | 2003-2018           | Georgia                             | 72  | 3 | 40  | 63,9  |
| 115      | Paul O’Connell        | 2002-2015 2005-2013 | Irlanda (108) British Lions (7)     | 69  | 2 | 44  | 60,9  |
| 112      | Marco Bortolami       | 2001-2015           | Italia                              | 29  | 1 | 82  | 26,3  |
| 112      | Dan Carter            | 2003-2015           | Nuova Zelanda                       | 99  | 1 | 12  | 88,8  |
| 111      | Ross Ford             | 2004-2017 2009      | Scozia (110) British Lions (1)      | 46  | 1 | 64  | 41,9  |
| 111      | Philippe Sella        | 1982-1995           | Francia                             | 70  | 5 | 36  | 65,3  |
| 111      | John Smit             | 2000-2011           | Sudafrica                           | 69  | 2 | 40  | 63,1  |
| 111      | George Smith          | 2000-2013           | Australia                           | 65  | 2 | 44  | 59,4  |
| 110      | Will Genia            | 2009-2019           | Australia                           | 55  | 3 | 52  | 51,4  |
| 110      | Stephen Jones         | 1998-2011 2005-2009 | Galles (104) British Lions (6)      | 44  | 3 | 63  | 41,4  |
| 110      | Sekope Kepu           | 2008-2019           | Australia                           | 57  | 4 | 49  | 53,7  |
| 109      | Jean de Villiers      | 2002-2015           | Sudafrica                           | 71  | 3 | 35  | 66,5  |
| 109      | Cătălin Fercu         | 2005-2020           | Romania                             | 73  | 3 | 33  | 68,3  |
| 109      | Chris Paterson        | 1999-2011           | Scozia                              | 43  | 1 | 65  | 39,9  |
| 108      | Owen Franks           | 2009-2019           | Nuova Zelanda                       | 91  | 4 | 13  | 86,1  |
| 107      | John Hayes            | 2000-2011 2005-2009 | Irlanda (105) British Lions (2)     | 67  | 3 | 37  | 64    |
| 106      | Mauro Bergamasco      | 1998-2015           | Italia                              | 31  | 0 | 75  | 29,2  |
| 105      | Leonardo Ghiraldini   | 2006-2020           | Italia                              | 20  | 0 | 85  | 19    |
| 105      | Sean Lamont           | 2004-2016           | Scozia                              | 44  | 1 | 60  | 42,4  |
| 105      | Rob Simmons           | 2010-2020           | Australia                           | 53  | 5 | 47  | 52,9  |
| 104      | Michael Hooper        | 2012-2020           | Australia                           | 49  | 6 | 49  | 50    |
| 104      | Martyn Williams       | 1996-2012 2005-2009 | Galles (100) British Lions (4)      | 45  | 3 | 56  | 44,7  |
| 104      | Ben Youngs            | 2010-2020 2013      | Inghilterra (102) British Lions (2) | 72  | 2 | 30  | 70,2  |
| 103      | Matt Giteau           | 2002-2016           | Australia                           | 59  | 2 | 42  | 58,2  |
| 103      | Victor Gresev         | 2006-2020           | Russia                              | 45  | 1 | 57  | 44,2  |
| 103      | Andrea Lo Cicero      | 2000-2013           | Italia                              | 32  | 1 | 70  | 31,5  |
| 103      | Ma’a Nonu             | 2003-2015           | Nuova Zelanda                       | 91  | 2 | 10  | 89,3  |
| 103      | Gareth Thomas         | 1995-2007 2005      | Galles (100) British Lions (3)      | 51  | 1 | 51  | 50    |
| 102      | Cian Healy            | 2009-2020           | Irlanda                             | 61  | 3 | 38  | 61,3  |
| 102      | Stephen Larkham       | 1996-2007           | Australia                           | 68  | 3 | 31  | 68,1  |
| 102      | Percy Montgomery      | 1997-2008           | Sudafrica                           | 67  | 1 | 34  | 66,2  |
| 101      | David Campese         | 1982-1996           | Australia                           | 67  | 2 | 32  | 67,3  |
| 101      | Alessandro Troncon    | 1994-2007           | Italia                              | 33  | 1 | 67  | 33,2  |
| 101      | Gonçalo Uva           | 2004-2018           | Portogallo                          | 40  | 5 | 56  | 42,1  |
| 101      | Vasco Uva             | 2003-2016           | Portogallo                          | 39  | 5 | 57  | 41,1  |
| 100      | Valentin Calafeteanu  | 2004-2019           | Romania                             | 61  | 2 | 37  | 62    |
| 100      | Giorgi Chkhaidze      | 2002-2017           | Georgia                             | 65  | 3 | 32  | 66,5  |
| 100      | Andrei Garbuzov       | 2005-2020           | Russia                              | 45  | 1 | 54  | 45,5  |
| 100      | Jamie Heaslip         | 2006-2017 2009-2013 | Irlanda (95) British Lions (5)      | 52  | 4 | 44  | 54    |
| 100      | Adam Jones            | 2003-2014 2009-2013 | Galles (95) British Lions (5)       | 49  | 3 | 48  | 50    |
| 100      | Mils Muliaina         | 2003-2011           | Nuova Zelanda                       | 84  | 0 | 16  | 84    |
| 100      | George North          | 2010-2020 2013      | Galles (97) British Lions (3)       | 55  | 2 | 43  | 56    |
| 100      | Jonathan Sexton       | 2009-2020 2013-2017 | Irlanda (94) British Lions (6)      | 60  | 3 | 37  | 61,5  |
| 100      | James Slipper         | 2010-2020           | Australia                           | 53  | 3 | 44  | 54,5  |